# Woodlynne
Woodlynne és una població dels Estats Units a l'estat de Nova Jersey. Segons el cens del 2006 tenia 2.718 habitants.

## Demografia
Segons el cens del 2000, Woodlynne tenia 2.796 habitants, 912 habitatges, i 684 famílies. La densitat de població era de 4.907 habitants per km².
Dels 912 habitatges en un 42,4% hi vivien nens de menys de 18 anys, en un 42,1% hi vivien parelles casades, en un 25% dones solteres, i en un 25% no eren unitats familiars. En el 20,7% dels habitatges hi vivien persones soles el 7,5% de les quals corresponia a persones de 65 anys o més que vivien soles. El nombre mitjà de persones vivint en cada habitatge era de 3,07 i el nombre mitjà de persones que vivien en cada família era de 3,52.
Per edats la població es repartia de la següent manera: un 32,4% tenia menys de 18 anys, un 8,7% entre 18 i 24, un 31,3% entre 25 i 44, un 18,8% de 45 a 60 i un 8,7% 65 anys o més.
L'edat mediana era de 31 anys. Per cada 100 dones de 18 o més anys hi havia 85,6 homes.
La renda mediana per habitatge era de 39.138 $ i la renda mediana per família de 39.669 $. Els homes tenien una renda mediana de 33.520 $ mentre que les dones 26.885 $. La renda per capita de la població era de 14.757 $. Aproximadament l'11,7% de les famílies i el 13,9% de la població estaven per davall del llindar de pobresa.

## Poblacions més properes
El següent diagrama mostra les poblacions més properes.